# Лидский 172-й пехотный полк
172-й пехотный Лидский полк — пехотная воинская часть Русской императорской армии.
Полковой праздник — день Св. Троицы.
Старшинство: 27 марта 1811 года.

## История
Полк сформирован 17 января 1811 г. в Пензе в составе двух рот под названием Пензенского внутреннего губернского полубатальона, который 27 марта того же года был переформирован в батальон. 14 июля 1816 г., при образовании отдельного корпуса внутренней стражи, батальон получил название Пензенского внутреннего гарнизонного батальона. В 1864 г., при упразднении этого корпуса и образовании местных войск, батальон наименован Пензенским губернским батальоном, а затем назван 26 августа 1874 г. Пензенским местным батальоном.
Во время русско-турецкой войны 1877—1878 гг. батальон выделил кадр на формирование 46-го резервного пехотного батальона (упразднённого 11 сентября 1878 г.) и получил 31 августа 1878 г. название 89-го резервного пехотного кадрового батальона.
7 апреля 1880 г. батальону пожаловано простое знамя без надписи.
В царствование Александра III батальону присвоено 25 марта 1891 г. наименование Лидского резервного батальона. 1 декабря 1892 г. батальон переформирован в двухбатальонный полк и назван 185-м пехотным резервным Лидским полком. 1 января 1898 г. были сформированы еще два батальона, и полк назван 172-м пехотным Лидским полком.
27 марта 1911 г., в день 100-летнего юбилея, полку пожаловано новое знамя с юбилейной Александровской лентой и надписью «1811—1911».
Полк отличился в Первую мировую войну, в частности, зарекомендовав себя в операции на Стрыпе 1915 г.

## Командиры полка
- 01.12.1892 — 05.01.1898 — полковник Гассельблат, Александр Карлович
- 03.02.1902 — после 01.11.1907 — полковник Тарасевич, Алексей Иосифович
- 24.11.1908 — после 31.01.1913 — полковник Романов, Владимир Романович
- 06.08.1915 — 10.11.1916 — полковник Коломенский, Николай Петрович
- 25.11.1916 — после 20.03.1917 — полковник Яралов, Лазарь Иванович
- Подлатчиков, Сергей Васильевич

## Люди, служившие в полку
- Мирошниченко, Григорий Кузьмич
- https://ru.m.wikipedia.org/wiki/%D0%AF%D0%B3%D0%BE%D0%B4%D0%B0,_%D0%93%D0%B5%D0%BD%D1%80%D0%B8%D1%85_%D0%93%D1%80%D0%B8%D0%B3%D0%BE%D1%80%D1%8C%D0%B5%D0%B2%D0%B8%D1%87